# Greylingstad
Greylingstad este un oraș din Africa de Sud.